# Podłatczyn Roesela
Podłatczyn Roesela (Metrioptera roeselii) – eurosyberyjski gatunek owada prostoskrzydłego z rodziny pasikonikowatych (Tettigoniidae). Nazwa gatunkowa honoruje niemieckiego entomologa A. J. Rösela.
W Polsce ten podłatczyn jest pospolity w różnego typu środowiskach (głównie tereny trawiaste, łąki, agrocenozy) na obszarze całego kraju.
Osiąga długość ciała 13–26 mm. W obrębie gatunku wyróżniane są formy krótkoskrzydłe i długoskrzydłe. Formy krótkoskrzydłe nie latają. Długoskrzydłe mogą wykonywać loty do kilkunastu metrów. Z form długoskrzydłych na terenie Polski rozpowszechniły się f. diluta i f. prisca. Osobniki dorosłe pojawiają się od połowy lipca do jesieni. Jest to gatunek głównie roślinożerny.
Samce imago w letnie dni wydają bardzo charakterystyczne, świdrujące odgłosy godowe, pocierając jednym skrzydłem o drugie. 